# Mésana
Mésana (grec moderne : Μέσανα) est un village chypriote situé dans le district de Paphos et comptant 31 habitants.